# God Control
«God Control» (с англ. — «Божий контроль») — это песня американской автора-исполнительницы Мадонны из её четырнадцатого студийного альбома Madame X. 26 июня 2019 года было выпущено музыкальное видео режиссёра Йонаса Окерлунда. Видео описывает сцену стрельбы в ночном клубе, напоминающую стрельбу в ночном клубе Орландо 2016 года, а также содержит призыв к действию в пользу ужесточения контроля над обращением с огнестрельным оружием.

## Композиция
Рич Юзвиак из Pitchfork описал песню как имеющую несколько частей : «Вступление мамбл-рэпа Мадонны переходит в жуткий детский хор, который порождает эрзац- диско, где струнные в вечном полете заинтересованности переходят в голос Мадонны, звучащий с дурацким акцентом а-ля I’m Breathless, а потом в её рэп о том, что она не курит наркоту, где использован метр „Me, Myself and I“ De La Soul».

## Музыкальное видео
Восьмиминутный музыкальный клип, выпущенный 26 июня 2019 года, был снят режиссёром Йонасом Окерлундом. В нём снялся трансвестит Monét X Change. Первая сцена видео показывает, как стрелок расстреливает Мадонну и других людей в ночном клубе. Они падают на землю, залитые кровью. В финальных сценах изображены протестующие с плакатами, критикующими Национальную стрелковую ассоциацию. Видео заканчивается надписями «Никто не в безопасности» и «Контроль над оружием. Сейчас».